# Безбородко, Александр Андреевич
Граф, затем светлейший князь Алекса́ндр Андре́евич Безборо́дко (14 [25] марта 1747, Глухов — 6 [17] апреля 1799, Санкт-Петербург) — российский государственный деятель, фактически руководивший внешней политикой Российской империи после ухода в отставку в 1781 году Никиты Панина, главный директор почты Российской Империи. 
Один из инициаторов разделов Речи Посполитой. Хозяин Слободского дворца в Москве. За два года до смерти удостоен Павлом I высшего по тем временам ранга канцлера Российской империи.

## Происхождение и образование
Родился в Глухове 14 марта 1747 года в семье украинского  шляхтича , малороссийского генерального писаря Андрея Яковлевича из рода Безбородко и дочери генерального судьи Михаила Забелы Евдокии (1716—1803), вступившей в дворянское достоинство. Обучался сначала в доме своих родителей, а потом, предоположительно, в Киево-Могилянской академии.
Иногда местом рождения указывают село Стольное — сотенный центр Столенской сотни Черниговского полка.

## «Правая рука» Румянцева-Задунайского
С 1765 года началась служба Безбородко: он был записан в бунчуковые товарищи и назначен правителем канцелярии малороссийского генерал-губернатора графа Петра Румянцева. В 1767 году Безбородко был определён членом малороссийского генерального суда, в том же году он составил «Экстракт малороссийских прав».
Через два года, когда началась война с Турцией, он оставил гражданскую службу, поступил в военную (наказной полковник в 1768—1773 годах) и выступил в поход к Бугу с Нежинским полком и после начальствовал над городовыми (иррегулярными) полками: Лубенским, Миргородским и компанейским.
Когда Румянцев был назначен главнокомандующим над русскими войсками против турок, Безбородко перешёл в его армию и находился при нём неотлучно в сражениях: 4 июля 1770 г., не доходя речки Ларги; 5-го — при нападении турок на авангард правого крыла; 7-го в Ларгской битве, где по собственному желанию сражался в передовом отряде; 21-го участвовал в знаменитом сражении при Кагуле; 18 июня 1778 года был при штурме наружного силистрийского ретраншамента и в течение всей войны, управляя делами генерал-фельдмаршала, с успехом исполнял разные тайные поручения.
За свою службу Александр Андреевич 22 марта 1774 года был пожалован в полковники, а в следующем 1775 году по прибытии в Москву с графом Румянцевым он поступил к государыне для принятия прошений, поступающих на высочайшее имя. Со временем стал самым могущественным из всех её статс-секретарей: фактически все бумаги и прошения стекались в его руки.

## Руководство внешней политикой

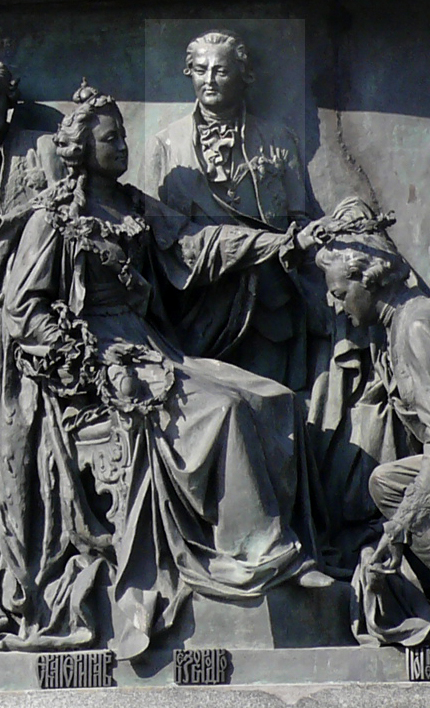
А. А. Безбородко на Памятнике «1000-летие России» в Великом Новгороде

Находясь в тени вице-канцлера графа Остермана, Безбородко принимал участие в важнейших политических делах второй половины царствования Екатерины II и царствования императора Павла, как, например, в заключении морской декларации 28 февраля 1780 г. и в ряде других трактатов (1780-83) о морском нейтралитете, также в заключении оборонительных союзных договоров России с Австрией, Пруссией (1792) и Великобританией (1794), в третьем разделе Польши (1795). Член Российской академии с 1783 года.
1 января 1779 г. Безбородко был произведен в бригадиры, а 5 мая награждён деревнями в Белоруссии за участие в окончании крымских дел с Портой. В 1782 году Безбородко получил орден Святого Владимира 1-й ст.; в 1783 — в потомственные владения 2700 душ в Малороссии; в 1784 году — чин тайного советника, орден Святого Александра Невского, звание второго члена Коллегии иностранных дел с окладом вице-канцлерским и более 3000 душ в Малороссии. Кроме того, получил дозволение принять пожалованное ему римским императором графское достоинство. В 1786 году переименован в гофмейстеры и награждён деревнями в Малороссии. Во время таврического вояжа императрицы 14 февраля 1787 года принимал в Киеве в царском дворце будущего лидера Венесуэльской войны за независимость Франсиско Миранду.

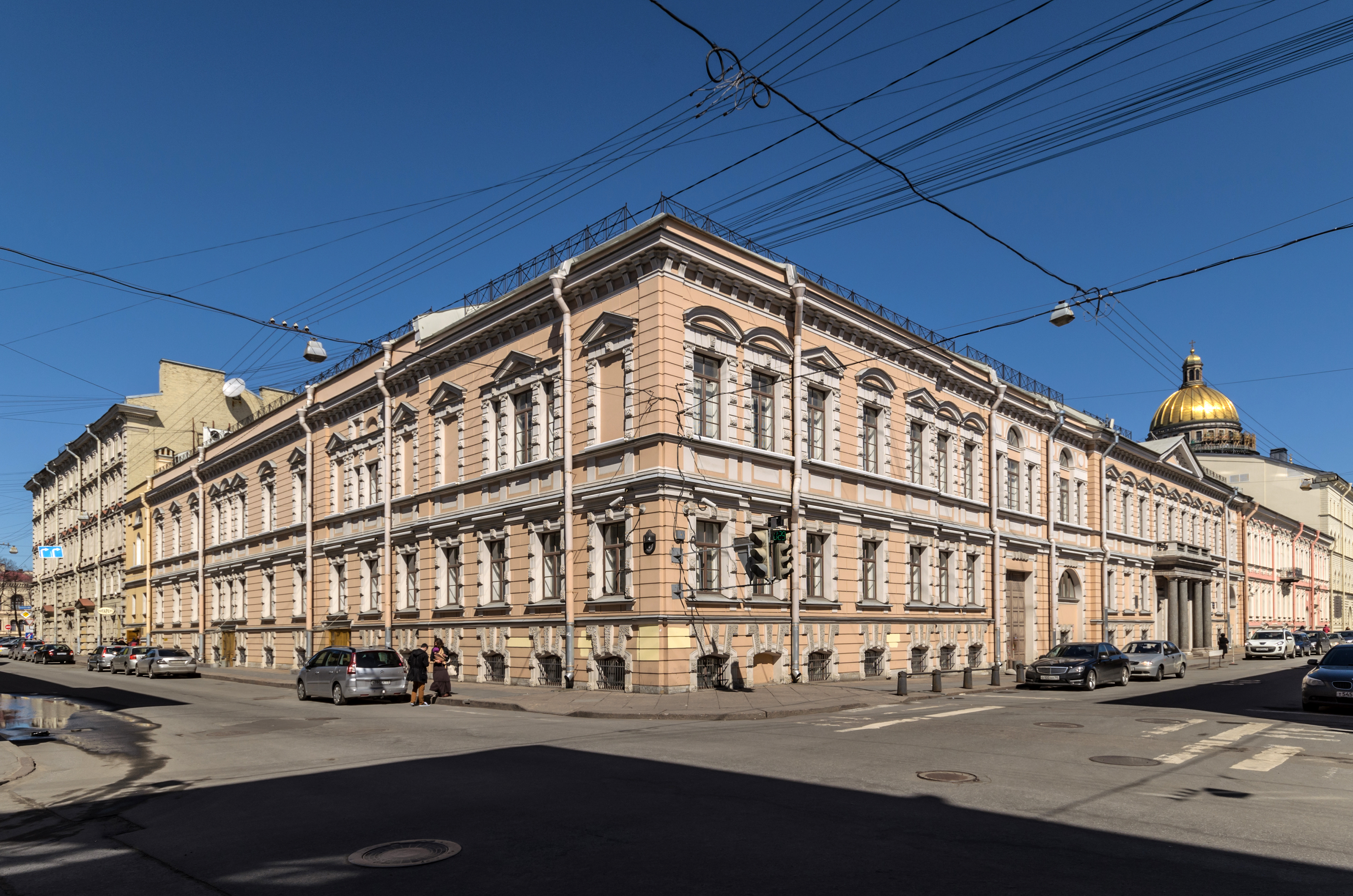
Дворец Безбородко в Петербурге

В 1790 году пожалован действительным тайным советником, а в следующем году, по случаю примирения с Портой, получил орден Святого апостола Андрея Первозванного; далее — 50 тысяч рублей серебром, похвальную грамоту, масличную ветвь для ношения на шляпе и 5000 душ в Подольской губернии. За увеличение государственных доходов гр. Александру Андреевичу был пожалован пенсион в 10000 руб. и единовременно 50000 руб. Пользуясь неограниченной доверенностью императрицы, Безбородко имел больше силы и влияния, нежели вице-канцлер граф Остерман, несмотря на то, что он был вторым членом коллегии иностранных дел; третьим состоял Аркадий Морков.

В 1790-е годы Александр Безбородко купил у наследников Григория Теплова особняк на правом берегу Невы у целебных источников в Полюстрово. По распоряжению нового владельца здание было полностью перестроено. В результате новая резиденция стала одной из знаменитых загородных резиденций Санкт-Петербурга. Главной особенностью усадьбы стала необычная ограда: цепи ограждения поддерживали в своей пасти 29 фигур львов. Позднее за комплексом закрепилось название Дача Безбородко. 

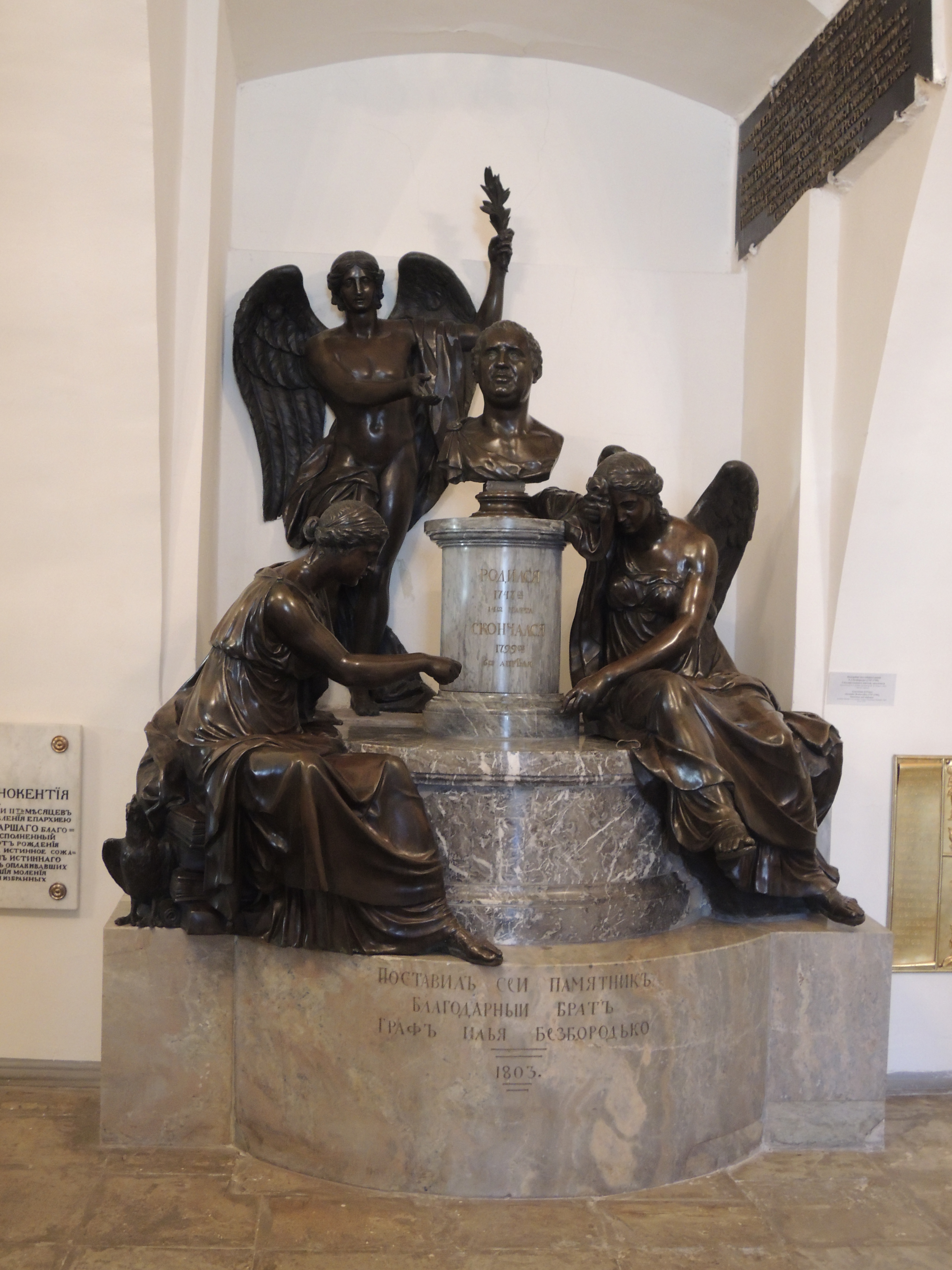
Надгробие

Восхождение звезды Платона Зубова привело к тому, что в конце екатерининского царствования Безбородко был оттеснён от реального ведения дел. Со вступлением на престол Павла для Безбородко наступила новая эра. Он не только вернулся из полуопалы, но и был пожалован канцлером. Именным Высочайшим указом, от 3 апреля 1797 года, повелено род графов Римской империи Безбородко вести в число графских родов Российской империи, а в день своей коронации Павел I, именным Высочайшим указом от 5 апреля 1797 года, возвёл Безбородко в княжеское Российской империи достоинство с титулом светлости. Кроме этого, император пожаловал ему портрет свой и большой крест Св. Иоанна Иерусалимского, осыпанные бриллиантами, орловскую вотчину, поступившую в казну после кн. Кантемира, несколько тысяч десятин земли. «У Безбородко, таким образом, оказалось до 45 тысяч крестьян, что не помешало ему входить в долги до самой смерти» (К. Валишевский, «Вокруг трона»). 
Тревоги и нездоровье побудили Безбородко в конце 1798 года ходатайствовать об увольнении от службы, но, взамен того, он получил лишь отпуск за границу. Отпуском этим, однако, ему воспользоваться не пришлось: разбитый параличом, Безбородко умер 6 (17) апреля 1799 года и погребён в палатке Благовещенской церкви Александро-Невской лавры.
Надгробие Безбородко в Благовещенской усыпальнице Александро-Невской лавры относится к лучшим образцам надгробных памятников России того периода. Скульптор — Ж. Д. Рашетт, архитектор — Н. А. Львов, 1803 г. Бронзовая многофигурная композиция на мраморном постаменте. В центре на колонне портретный бюст Безбородко, за ним крылатый гений Мира с оливковой ветвью. По сторонам две аллегорические женские фигуры: слева сидящая на стопке книг возле неё фигурка петуха; справа крылатая, опирающаяся на колонну. На колонне и постаменте вырублены надписи.

## Награды
- Орден Святого апостола Андрея Первозванного (1791)
- Орден Святого Владимира 1-й степени (1782)
- Орден Святого Александра Невского (1784)
- Орден Святой Анны 1-й степени (1797)
- Орден Святого Иоанна Иерусалимского, большой командорский крест (1798)

## Личная жизнь и наследники
Ничего не было приятнее, как слышать разговор графа Безбородки; он одарен был памятью необыкновенною и любил за столом много рассказывать, особливо о фельдмаршале графе Румянцеве, при котором он находился несколько лет. Беглость, с которою он читавши схватывал, так сказать, смысл всякой речи, почти невероятна; мне случалось видеть, что привезут к нему от императрицы преогромный пакет бумаг; он после обеда обыкновенно садился на диван и всегда просил, чтобы для него не беспокоились, а продолжали бы между собою разговаривать, и он только переворачивал листы и иногда ещё вмешивался и в разговор своих гостей, не переставая между тем переворачивать листы читаемых им бумаг. Если то, что он читал, не заключало в себе государственного секрета, то он пересказывал оного содержание.— Евграф Комаровский

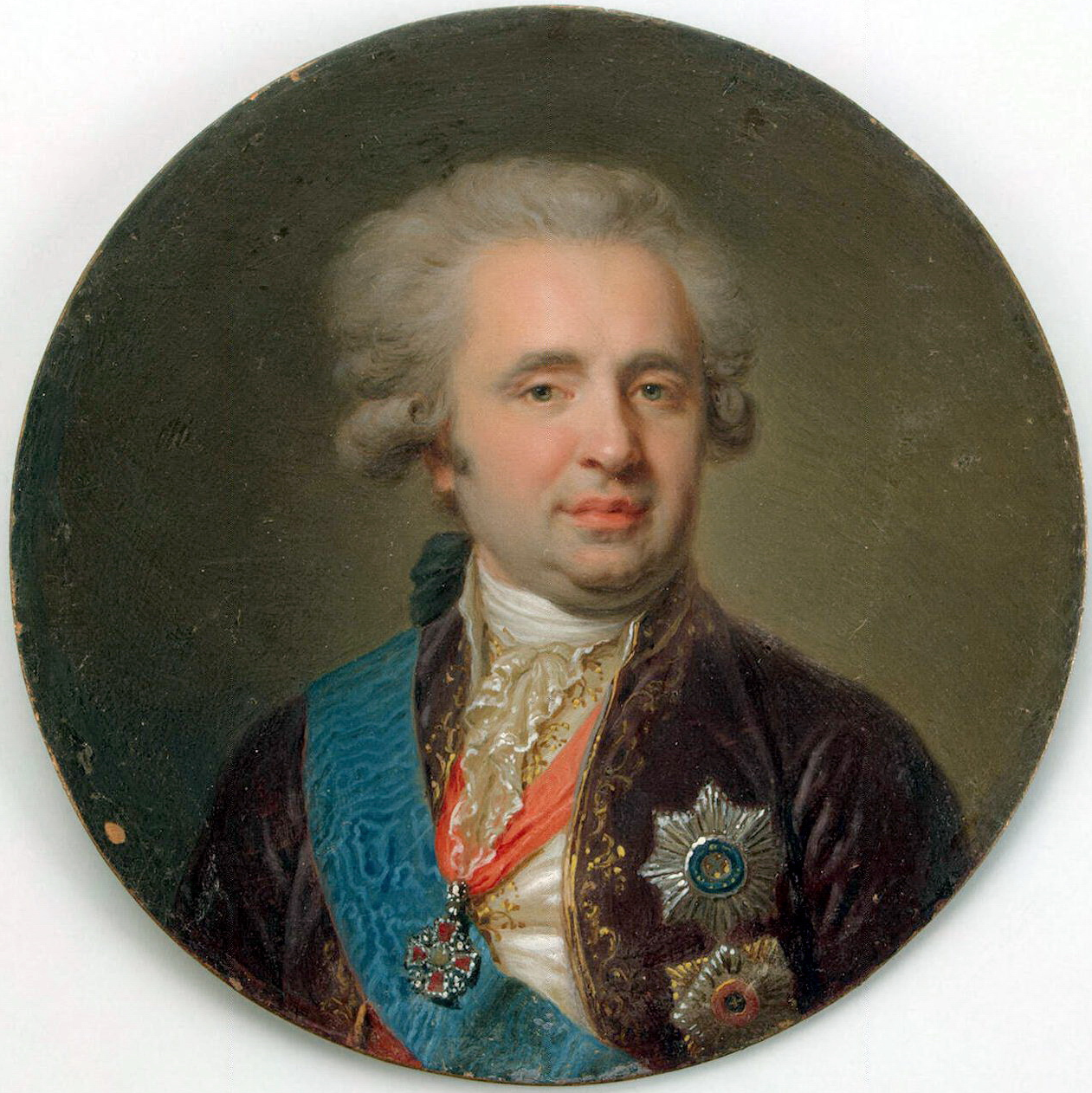
На портрете кисти И. Б. Лампи.

Князь Безбородко женат не был, но всегда был страстным поклонником женщин, вел разгульную и легкомысленную жизнь. П. А. Вяземский вспоминал про оперную певицу Елизавету Уранову: «во время она заколдовала сердце старика графа Безбородки, так что даже вынуждена была во время придворного спектакля жаловаться императрице на любовные преследования седого волокиты». От актрисы, балетной танцовщицы, Ольги Дмитриевны Каратыгиной («Ленушка»), с 1790 года жившей в его доме, а потом вышедшей замуж за правителя его канцелярии Н. Е. Ефремова, канцлер имел дочь Наталию Александровну Верецкую (1790—1826; похоронена в Толшевском монастыре), бывшую замужем с 21 мая 1806 года за гвардии полковником Я. И. Савельевым. Ей Безбородко дал прекрасное воспитание, большое приданое, и она всегда с теплым чувством вспоминала «священное имя своего благодетеля».

Этот малоразвитый человек являлся любителем и усердным покровителем наук и искусств. Недвижимость, состоявшая из его многочисленных домов, была оценена по его смерти в 4 миллиона рублей, не включая картинной галереи, одной из самых богатых в России. Он купил в 1796 г. целую массу нарядов и ценных скульптурных произведений, собранных во время революции графом Головкиным. В числе последних находился Амур работы Фальконе, изваянный им для мадам де Помпадур.— К. Валишевский. «Вокруг трона»
Основным наследником холостого канцлера был его младший брат Илья Андреевич (1756—1815), генерал и сенатор, участник русско-турецких войн. Поскольку единственный его сын умер прежде отца, титул графа Безбородко был передан сыну его дочери Любови Ильиничны Кушелевой (урождённой Безбородко), Александру Кушелеву (1800—1855).
Кроме того, своим возвышением (и назначением послом в Константинополе) хлопотам князя Безбородко был обязан его племянник Виктор Кочубей, при Николае I возглавлявший Комитет министров Российской империи.

## Память
В честь А. А. Безбородко была названа губа Безборотки [Колючинская] (Чукотское море, северное побережье Чукотского полуострова, в 1793 году И. И. Биллингсом была названа «губой графа Безборотки»). В настоящее время губа носит местное название, данное по рядом расположенному острову Колючин.

## Образ канцлера А. А. Безбородко в литературе
- В романе Льва Толстого «Война и мир» прототипом богатейшего человека империи графа Кирилла Безухова является граф, затем светлейший князь Александр Безбородко.
- Намёк на карьеру Александра Безбородко содержится в одной из строк стихотворения Александра Пушкина «Моя родословная»[15]:

Не торговал мой дед блинами,

Не ваксил царских сапогов,

Не пел с придворными дьячками,

В князья не прыгал из хохлов,

И не был беглым он солдатом

Австрийских пудреных дружин;

Так мне ли быть аристократом?

Я, слава Богу, мещанин.

- В тетралогии Марка Алданова «Мыслитель»: покровитель главного героя.
- Присутствует в историческом романе Валентина Пикуля «Фаворит».

## На почтовых марках

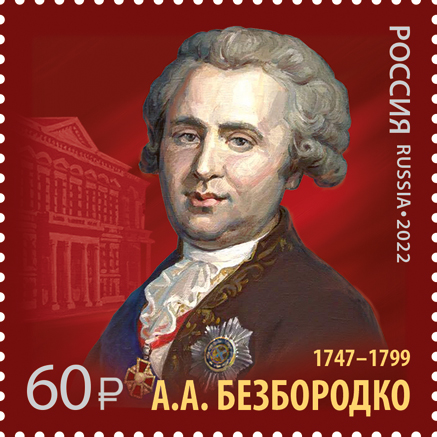
Почтовая марка России 2022 г.

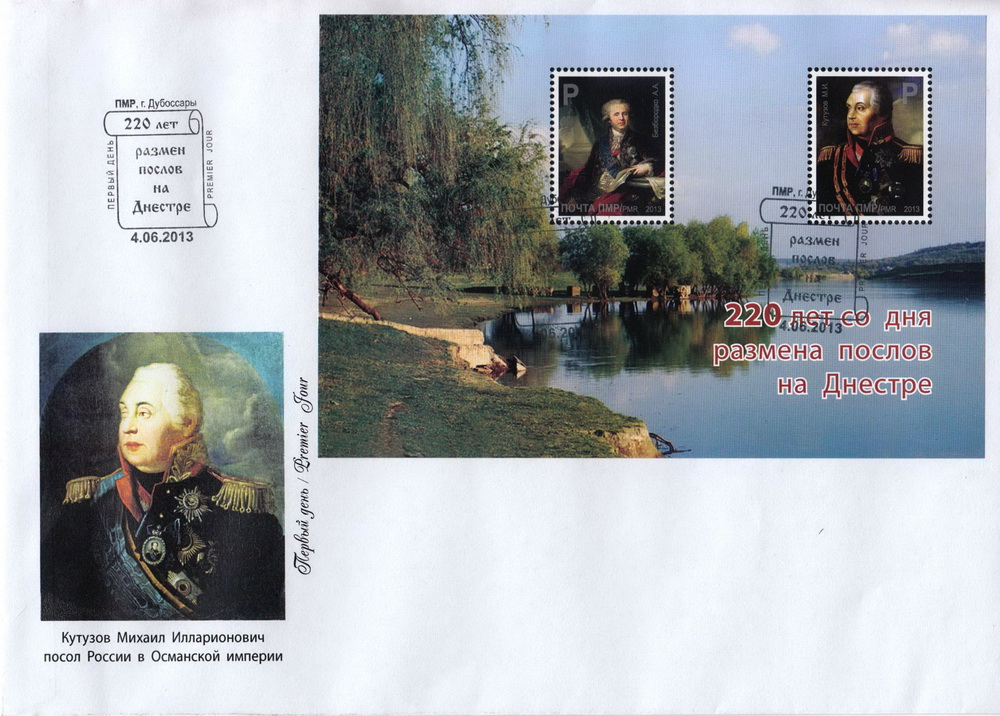
Конверт первого дня, посвященный 220-летию со дня размена послов на Днестре

ГУП «Марка Приднестровья» 4 июня 2013 года произвела специальное гашение почтового блока из двух марок ПМР, посвященного 220-летию со дня размена послов на Днестре близ города Дубоссары.
18 октября 2023 г. в серии «История российской дипломатии» к 225-летию со дня рождения дипломата Почтой Россией была выпущена марка авторства художников В. Селиверстова и А. Московца (номинальная стоимость, тираж — 66 и 11 тыс. копий)